# Michele Greco
Pour les articles homonymes, voir Greco.
Michele Greco (en italien : [miˈkɛːle ˈɡrɛːko], né le 12 mai 1924 et mort le 13 février 2008 à Rome est un parrain de la famille palermitaine des Ciaculli.
Surnommé Il Papa (Le Pape) en raison de sa capacité à servir de médiateur entre les différentes familles de la mafia, il était à la tête de la Commission de la mafia sicilienne, l'organe de coordination de la Cosa Nostra en Sicile.

## Biographie
Membre de la famille Greco, Michele Greco est le fils de don Giuseppe piddu u tenenti Greco, il entre dans la Cosa Nostra en 1963 comme sottocapo puis il devient capo di tutti capi de 1976 à 1982 en transmettant le pouvoir aux Corleonesi. Son surnom de « Pape » 
Michele Greco faisait partie du puissant clan mafieux Greco qui régnait à la fois dans sa ville natale, Ciaculli et à Croceverde Giardini, deux banlieues proches de Palerme. Il a repris le mandamento de Croceverde Giardini après la mort de son père Giuseppe Greco. Il était un cousin de Salvatore « Ciaschiteddu » Greco, le premier secrétaire de la première Commission de la mafia sicilienne qui a été formée « quelque part » en 1958. Lui et son frère Salvatore « Le Sénateur » Greco ont opéré avec discrétion et ont pu nouer des relations avec des hommes d'affaires, des politiciens, des magistrats et des représentants de la loi grâce à leur appartenance à des loges maçonniques.
Le surnom de Salvatore Greco était « Le Sénateur » en raison de ses relations politiques. Il était le faiseur de rois des politiciens démocrates-chrétiens tels que Giovanni Gioia, Vito Ciancimino et Giuseppe Insalaco. Beaucoup de ces notables étaient invités par « Le Pape » et « Le Sénateur » à dîner et à participer à des parties de chasse dans son domaine La Favarella. Le domaine a également servi de refuge aux mafiosi en fuite et de laboratoire d'héroïne,.
Michele Greco a été nommé à la tête de la Commission mafieuse sicilienne (Cupola) en 1978, après l'expulsion de Gaetano Badalamenti. Sa politique de neutralité et de consensus a permis aux Corleonesi de prendre le dessus. En 1981, les patrons de la mafia Stefano Bontade et Salvatore Inzerillo ont voulu assassiner Riina mais Greco les trahissent et ceux-ci furent assassinés par Riina à quelques semaines d'intervalle en pleine deuxième guerre de la mafia. Grâce à sa position au sein de la Coupole, Michele Greco a pris le contrôle indirect de la famille mafieuse de Stefano Bontade après son assassinat. À fin mai, il invite 6 alliés de Bontade à une réunion dans sa propriété de campagne. Deux de ces alliés, les futurs repentis Buscetta et Contorno refusèrent cette l'invitation en la considérant suspecte mais les quatre autres (dont Riccobono) s'y sont rendus et moururent étranglés.
Il s'est avéré que Michele Greco était allié à Salvatore Riina et aux Corleonesi depuis le début. Riina avait utilisé la position de Greco au sein de la Commission afin de l'aider à bannir Gaetano Badalamenti de la mafia, puis, après que Riina ait ordonné l'assassinat de Bontade en 1981, il a demandé au Greco de superviser les clans mafieux de Bontade et Inzerillo qui contrôlaient un réseau de distribution d'héroïne aux États-Unis.
L'un des hommes qui n'a pas assisté à la réunion fatidique dans la propriété du Greco était Salvatore Contorno. Se sentant en danger il est rentré en clandestinité quand la guerre entre clans a éclaté. Il a échappé de justesse à la mort lors d'une embuscade tendue par Pino Greco, un tueur à gages des Corleonesi. Alors qu'il se cachait des autorités et des Corleonesi, Contorno a envoyé des lettres anonymes à la police, révélant aux autorités des informations sur la mafia, ses membres, les différentes factions et les violents affrontements internes. Contorno a finalement été arrêté en 1983 et est devenu un informateur (Pentito) l'année suivante, à l'instar de Tommaso Buscetta.
Les révélations de Contorno dans ses lettres à la police informent du haut rang de Michele Greco au sein la mafia. Auparavant, il était simplement considéré par les autorités comme un propriétaire terrien plutôt secret aux revenus suspects, bien qu'il soit issu d'une longue lignée de mafiosi.
Michele Greco était bien un puissant patron de la mafia, issu d'une longue lignée de mafiosi, mais dans la dernière partie de sa carrière criminelle, il ne pouvait être mieux décrit que comme le « patron fantoche » de Riina. Selon le pentito Tommaso Buscetta, Michele Greco « étant donné sa personnalité fade et faible, était la personne parfaite pour devenir chef de la Commission afin de ne pas faire obstacle aux desseins de Riina ». Buscetta a expliqué que lors des réunions entre les chefs de différentes familles mafieuses, Michele Greco se contentait de hocher la tête et d'approuver pratiquement tout ce que Riina disait.
Sur la base des révélations de Salvatore Contorno, le chef de la police, Ninni Cassarà, a rédigé en juillet 1982 un rapport listant 162 mafiosi qui méritaient d'être arrêtés. Ce rapport est connu officieusement sous le nom de « Michele Greco + 161 », mettant en évidence l'importance de Greco par rapport aux autres suspects. Le 6 août 1985, Ninni Cassarà et l'un de ses gardes du corps, Roberto Antiochia, ont été tués par une équipe de quinze hommes armés devant la maison de Cassarà en présence de son épouse horrifiée.
Le rapport « Michele Greco + 161 » n'était que le début d'une enquête qui allait aboutir au Maxi-Procès de Palerme, où la plupart des dirigeants de la mafia étaient jugés pour d'innombrables crimes. Le 9 juillet 1983, Michele Greco est mis en accusation par le juge Giovanni Falcone, avec 14 autres personnes dont son frère Salvatore Greco, Totò Riina, Bernardo Provenzano et Benedetto Santapaola pour l'assassinat du préfet de Palerme, le général Carlo Alberto Dalla Chiesa, le 3 septembre 1982.

### Arrestation
Michele Greco a été arrêté le 20 février 1986 et a rejoint les centaines d'accusés du Maxi-Procès, qui avait débuté dix jours plus tôt. Greco a été accusé d'avoir ordonné 78 meurtres, dont ceux du magistrat antimafia Rocco Chinnici, des deux gardes du corps de Chinnici et d'un simple passant, tués par une voiture piégée en 1983.
Michele Greco a témoigné lors du procès où, comme ses co-accusés, il a insisté sur son innocence en affirmant qu'in ne savait rien de la mafia. Pour illustrer son statut de « citoyen honnête », il s'est vanté de toutes les personnes illustres qu'il avait reçues dans sa grande propriété, y compris un ancien procureur général et des chefs de police. Il a également admis que Stefano Bontade avait souvent chassé sur son domaine. Greco a déclaré que Stefano et lui « étaient ensemble le Vendredi saint, quelques jours avant son malheur ».
À l'issue du procès, le 16 décembre 1987, Michele Greco, alors âgé de 63 ans, a été déclaré coupable de tous les chefs d'accusation et condamné à la prison à vie.

### Emprisonnement et mort
Les sentences du Maxi-Procès ont été en partie annulées en Cour d'appel en 1990, principalement à cause du magistrat Corrado Carnevale (it) qui annula les sentences au moindre vice de forme, à la grande frustration Giovanni Falcone et Paolo Borsellino. Michele Greco a été libéré en appel le 27 février 1991, mais Giovanni Falcone, devenu entre-temps chef de la section des affaires pénales du Ministère italien de la Justice, publia un décret ordonnant la réincarcération de Greco et d'autres mafiosi. Greco fut rapidement ré-arrêté en février 1992, et remis derrière les barreaux pour purger sa peine à vie fraîchement rétablie.
En 1995, il est condamné à 3 peines à vie, l'un pour le meurtre du lieutenant-colonel Giuseppe Russo, avec les co-accusés Bernardo Provenzano, Salvatore Riina et Leoluca Bagarella, l'autre pour les meurtres des commissaires Beppe Montana et Antonino Cassarà, aux côtés de Bernardo Provenzano, Bernardo Brusca, Francesco Madonia et Salvatore Riina, et le dernier pour les meurtres de Piersanti Mattarella, Pio La Torre, Rosario Di Salvo (it) et Michele Reina, il a été condamné à une nouvelle peine de prison à vie comme Bernardo Provenzano, Bernardo Brusca, Salvatore Riina, Giuseppe Calò, Francesco Madonia et Nenè Geraci. En 1997, pour le meurtre du juge Cesare Terranova, Greco a été condamné à une nouvelle peine de prison à perpétuité avec les mêmes coaccusés.
Greco n'a jamais avoué ses crimes ni sa position dans Cosa Nostra. Dans une lettre envoyée à la presse au cours de l'été 2007, il affirmé être « aussi innocent qu'un nouveau-né ». Il a ajouté qu'« en raison d'une injustice commise dans les années 1980, j'ai été enterré vivant et je suis en prison depuis 22 ans. L'humidité de ma cellule a détruit ma santé et je suis vraiment dans une mauvaise passe ». Il est resté en prison à la prison de Rebibbia (Rome), jusqu'à sa mort d'un cancer du poumon le 13 février 2008,.
Selon l'historien John Dickie, Michele Greco « était l'archétype même du capo mafieux : souriant, taciturne, ne parlant qu'en maximes et paraboles allusives ».